# 雙核糖核酸病毒科
雙核糖核酸病毒科（Birnaviridae）也称双节段RNA病毒科，是病毒的一科。属于Group III (dsRNA)。

## 下级分类
本科包括以下属：
- 水生动物双节段RNA病毒属 Aquabirnavirus
- 禽双节段RNA病毒属 Avibirnavirus
- 昆虫双节段RNA病毒属 Entomobirnavirus